# Перчаткін Борис Георгійович
Перчаткін Борис Георгійович (народився 1 липня 1946 в Миргороді) — найвідоміший учасник находкинського релігійного еміграційного руху кінця 1970-х — початку 1980-х, правозахисник, який пролобіював у США прийняття в 1989 році «Поправки Лаутенберга», внаслідок чого до США емігрувало близько 1 млн осіб із країн колишнього СРСР.

## Біографія
Борис Перчаткін народився у сім'ї військового льотчика, який загинув в автокатастрофі невдовзі після народження Бориса. Мати Бориса через деякий час після смерті першого чоловіка знову вийшла заміж за військового, якого в 1953 заарештували за невиконання наказу під час заколотів і дали 25 років посилання у Воркутинські табори. У 16-річному віці Борис знайшов п'ятидесятницьку церкву у місті Находка, до якої приєднався. Пізніше він збирав інформацію про гоніння на віруючих в СРСР і активно ділився нею із зарубіжними журналістами.
У 1976 Перчаткін спільно зі своїми соратниками Василем Патрушевим, Бурлаченком В. А. та Володимиром Степановим встановили зв'язок з дисидентами в Москві та отримали рекомендації «направити хвилю еміграції в організоване русло». У цьому ж році відбувся приїзд у Знахідку представника Московської Гельсінської групи Вороніної Л. В. Починаючи з цього року Перчаткін активно домагався масового виїзду п'ятидесятників з СРСР. У цьому ж році Перчаткін надіслав звернення до ООН, до Всесвітньої ради церков і глав держав, які підписали Гельсінські угоди, в яких він розповів про постійні переслідування віруючих в СРСР.
У 1977 спільно з Миколою Горетим виступив на захист заарештованих дисидентів Олександра Гінзбурга, Юрія Орлова та Анатолія Щаранського, звернувшись до християн світу від імені п'ятидесятників. У тому ж році спільно з іншими християнами з різних конфесій взяв участь у публічному голодуванні, метою якого було отримання дозволу на виїзд переслідуваних християн із СРСР.
20 грудня 1978 року Перчаткін намагався через Находкінський поштамт відправити вітальну новорічну телеграму президенту США Джиммі Картеру з проханням про увагу до тих, хто не має свободи віросповідання.
З 1979 проводив організаційну роботу зі створення в СРСР Центру еміграційно налаштованих віруючих, претендуючи на роль його керівника. У 1980 був обраний секретарем створеної Ради церков радянських п'ятидесятників, налаштованих на еміграцію. Наприкінці 1979 року Перчаткін написав заяву «У Конгрес та уряду США, урядам Канади, Австралії, Англії, ФРН, Франції та Італії», в якій розповів про радянську дійсність, про програмні положення КПРС з питань релігії в СРСР і виклав радянське законодавство про релігійні культах.
Він був найактивнішим членом комітету віруючих, які подали заяву на еміграцію. Радянська влада організувала цькування Перчаткіна та його сім'ї за допомогою публікації в центральній міській газеті статей «Лицемір оптом та вроздріб», «Переконання з розрахунку», «Поки не пізно» та інші.
21 серпня 1980 Перчаткін був заарештований у Находці, і наприкінці березня 1981 засуджений за статтею 190.1 КК РРФСР за поширення «завідомо хибних вигадок, що ганьблять радянський державний і суспільний устрій» на 2 роки позбавлення волі. За повідомленням радіостанції «Голос Америки», під час слідства та на суді до Перчаткіна застосовувалися хімікати, від яких він непритомнів.
Торішнього серпня 1982 Перчаткін звільнився і надалі продовжив домагатися права на еміграцію з СРСР. У лютому 1983 його знову заарештували, а потім засудили за частиною 2 статті 218 КК РРФСР на 1,5 роки за незаконне носіння холодної зброї.
В 1987 Перчаткін склав доповідь для Конгресу США «Про стан релігії в СРСР». Ця доповідь була прочитана в Конгресі США і Перчаткін був запрошений на зустріч із держсекретарем США Шульцем для розмови про релігійну міграцію, а також з Головою Верховного Суду США Ренквістом та заступником держсекретаря США з питань релігії. У травні 1988 року, коли до СРСР з офіційним візитом приїжджав Президент США Рональд Рейган для зустрічі з Горбачовим, Перчаткін був запрошений на зустріч із дружиною Рейгана — Ненсі Рейган — у складі делегації з 40 осіб для обговорення питання про релігійну свободу в СРСР. 30 травня 1988 року Перчаткін на цій зустрічі представляв радянських протестантів. Протягом приблизно двох годин він розповідав Ненсі Рейган про стан справ зі свободою релігії в СРСР, після чого Ненсі Рейган запросила Перчаткіна прочитати доповідь про становище релігії в СРСР до Конгресу США.
26 липня 1988 Перчаткін емігрував до США разом із усією своєю семьей. 4 серпня він виступив у Конгресі США з доповіддю про геноцид віруючих в СРСР, яку він згодом обговорював з конгресменами, сенаторами та дипломатами. Підсумком цих обсуждений стало прийняття 1989 року «Поправки Лаутенберга», названої так на ім'я сенатора-демократа від штату Нью-Джерсі Френка Лаутенберга. У перше десятиліття дії цієї поправки нею в'їхало до США близько 350 000 релігійних мігрантів, а період до 2010 року — близько 1 млн. Масовий виїзд п'ятидесятників із Нахідки розпочався 1988 року, коли виїхало 152 дорослих, за винятком малолітніх дітей. У 1989 з Знахідки емігрувало 45 дорослих п'ятдесятників.
Будучи в США, Перчаткін створив свій інтернет-сайт, на якому він описував подробиці свого арешту та ув'язнення в ході боротьби за еміграцію та організував християнську правозахисну організацію ARRC(American-Russian Relief Committee). Також він випустив автобіографічну книгу «Вогняні стежки», що неодноразово перевидавалася.

## Згадки
Бориса Перчаткіна серед інших політв'язнів згадав Андрій Сахаров у своїй статті «Відповідальність вчених», написаній 1981 року.

## Зовнішні посилання
- Michael Rowe. The Soviet pentecostal emigration movement :  [англ.]. — 2008. — 2 січня. — С. 337—339. — doi:10.1080/09637498308431098.
- Catherine Wanner. Religion and Refugee Resettlement: Evolving Connections to Ukraine since World War II :  [англ.]. — Brill, 2010. — Vol. 44 (січень). — С. 44—66. — ISSN 2210-2396. — doi:10.1163/221023910X512796.